# Primera batalla de Sirte
La Primera Batalla de Sirte es va lliurar entre la Royal Navy britànica i la Regia Marina durant la campanya mediterrània de la Segona Guerra Mundial. L'enfrontament va tenir lloc el 17 de desembre de 1941, al sud-est de Malta, al golf de Sirte. No va ser tàcticament concloent, ja que ambdues forces estaven limitades per l'objectiu estratègic de protegir un comboi propi i, com a tal, cap de les dues buscava forçar un compromís a gran escala.
En els dies següents, dues forces de la Royal Navy amb seu a Malta van topar amb un camp de mines italià davant de Trípoli i dos cuirassats britànics van ser inhabilitats per torpedes tripulats italians a Alexandria. A finals de desembre, l'equilibri del poder naval a la Mediterrània s'havia desplaçat a favor de la flota italiana.

## Rerefons
El Vuitè Exèrcit britànic i els exèrcits de l'Eix al nord d'Àfrica es van enfrontar en batalles resultants de l'operació Croat, que s'havia lliurat entre el 18 de novembre i el 4 de desembre. El seu objectiu era derrotar l'Afrika Korps i alleujar el setge de Tobruk. Això s'havia aconseguit i les forces de l'Eix estaven duent a terme una retirada de combat; el 13 de desembre, mantenien una línia defensiva a Gazala, a l'est de Bengasi. L'Eix estava desesperat per proveir les seves forces, amb la intenció de transportar subministraments a Trípoli, el seu port principal a Líbia i Bengasi, el port més proper a la línia del front. La guarnició insular de Malta estava sota setge i els britànics volien proveir les seves forces a l'illa.

## Preludi

### Combois de l'Eix M41 i M42
Els italians s'estaven preparant per enviar l'M41, un comboi de vuit vaixells, a Àfrica el 13 de desembre de 1941. Aquell matí, el seu intent de subministrament anterior, dos creuers ràpids que transportaven combustible a Trípoli, havia fracassat quan els dos vaixells van ser enfonsats a la batalla del Cap Bon per una força de destructors en ruta cap a Alexandria.
El comboi M41 estava format per vuit vaixells mercants en tres grups, amb una escorta propera de cinc destructors i una força de cobertura llunyana dels cuirassats Littorio i Vittorio Veneto, quatre destructors i dos torpediners.
Poc després de navegar el 13 de desembre, un grup del M41 va ser atacat pel submarí britànic HMS Upright and i dos vaixells van ser enfonsats; més tard aquell dia dos vaixells van xocar i van haver de tornar a la base, mentre que la força de cobertura llunyana va ser albirada pel submarí HMS Urge i el Vittorio Veneto va ser torpedinat i obligat a tornar al port.
Supermarina, l'alt comandament de la marina italiana, sacsejat per aquestes pèrdues i un informe que una força britànica de dos cuirassats estava al mar, va ordenar que els vaixells tornessin a esperar reforç, però la "força de dos cuirassats" va ser una operació d'esquí del minador HMS Abdiel.
El 16 de desembre, el comboi italià de quatre vaixells, rebatejat com M42, va sortir de Tàrent, recollint escortes pel camí. L'escorta propera va ser proporcionada per set destructors i un vaixell torpediner; quan van arribar a Sicília, també estaven acompanyats per una força de cobertura propera, que comprenia el cuirassat Duilio, tres creuers lleugers i tres destructors. La força de cobertura llunyana estava formada pels cuirassats Littorio, Andrea Doria i Giulio Cesare, dos creuers i 10 destructors.

### El comboi aliat
Els britànics planejaven portar subministraments a Malta utilitzant el vaixell mercant ràpid Breconshire, cobert per una força de creuers i destructors, mentre que els destructors de l'enfrontament de Cap Bon, es dirigirien a Alexandria des de Malta coberts per la Força K i la Força B des de Malta el 15. desembre.
La força britànica es va esgotar quan el creuer lleuger HMS Galatea va ser torpedinat i enfonsat per l'U-557, poc abans de la mitjanit del 14 de desembre. L'U-557 va ser enfonsat accidentalment menys de 48 hores després, pel torpediner italià Orione.
El 15 de desembre, el Breconshire va partir d'Alexandria escortat per tres creuers i vuit destructors al comandament del contraalmirall Philip Vian a bord de l'HMS Naiad. El 16 de desembre, els quatre destructors de la 4a Flotilla (comandant G. Stokes a l'HMS Sikh) van sortir de Malta, coberts per la Força K (capità WG "Bill" Agnew a l'HMS Aurora), dos creuers i dos destructors. Trenta vaixells de guerra italians estaven escortant quatre vaixells de càrrega. Els dos grups britànics també estaven al mar i es dirigien l'un cap a l'altre; és probable que les forces oposades travessessin els camins de l'altre a l'est de Malta el 18 de desembre.

## La batalla
El 17 de desembre, un avió de reconeixement italià va detectar la formació britànica en direcció oest prop de Sidi Barrani, aparentment provinent des d'Alexandria per interceptar el comboi italià. El comboi britànic va ser ombrejat per avions de l'Eix i atacat durant la tarda, però no es va aconseguir cap impacte i Agnew i Stokes es van trobar amb el comboi en direcció oest. A última hora de la tarda, la flota italiana era a prop i els avions observadors dels cuirassats havien entrat en contacte amb el comboi britànic, però els avions van identificar erròniament el Breconshire com a cuirassat. A les 17:42, les flotes es van albirar; L'almirall Angelo Iachino —comandant de les forces italianes— es va traslladar a interceptar per defensar el seu comboi.
Vian també volia evitar el combat, de manera que amb els britànics cedint terreny i els italians perseguint amb precaució, els britànics van poder evitar fàcilment un enfrontament. Just després de la posta de sol, un atac aeri contra els vaixells britànics va fer que aquests retornessin el foc amb els seus canons antiaeri, permetent a la força naval italiana detectar-los. Iachino va agafar la força de cobertura llunyana i va obrir foc a uns 32.000 m (35.000 iardes), molt fora de l'abast dels canons britànics. Vian immediatament va posar fum i es va traslladar a l'atac mentre el Breconshire s'allunyava, escortat pels destructors HMS Decoy i HMS Havock.
Sense radar i conscients de la seva derrota en l'acció nocturna a la batalla del Cap Matapan, els italians volien evitar el combat nocturn. Els italians van disparar només 15 minuts abans de desenganxar-se i tornar cap a l'oest per cobrir el comboi M42. L'HMS Kipling va patir la pèrdua d'un guardiamarina i alguns danys a causa d'un quasi accident, ja sigui d'un obús de 8 polzades (200 mm), possiblement disparat pel creuer italià Gorizia o, tal com diuen els informes oficials britànics, per Estelles d'obusos de 13 polzades (320 mm) disparats per l'Andrea Doria i el Giulio Cesare, que van enderrocar antenes sense fil i van perforar el casc, la superestructura i els vaixells del vaixell. Segons fonts italianes, el destructor Nizam de la Royal Australian Navy (RAN) també va ser danyat quasi accidentalment pel destructor italià Maestrale. Els informes britànics parlen d'altres vaixells de guerra perforats per estelles.

## Conseqüències

### Camp minat de Trípoli
A la foscor, Vian va tornar amb Stokes a Alexandria, deixant Agnew per portar el Breconshire a Malta, unit a la Força B, un creuer (l'altre estava en reparació) i dos destructors. El Breconshire i els seus escortes van arribar a Malta a les 15:00 del 18 de desembre. Al migdia, la força italiana també es va dividir i tres vaixells es van dirigir cap a Trípoli, acompanyats de la força de cobertura propera, mentre que el vaixell de subministrament alemany Ankara, es va dirigir cap a Bengasi. La força de cobertura llunyana va romandre a l'estació al golf de Sidra fins al vespre, abans de tornar a la base. Els britànics s'havien adonat ara que els italians tenien un comboi a la zona; Vian la va buscar sense èxit mentre tornava a Alexandria.
A la tarda es va establir la posició del grup de Trípoli; un creuer i dos destructors de la Força B i dos creuers i dos destructors de la Força K (el capità O'Conor, al creuer HMS Neptune) van sortir a les 18:00 per interceptar-los. La força es va enfrontar a un camp de mines a 17 milles nàutiques (32 km; 20 milles) de Trípoli, a les primeres hores del 19 de desembre. El camp de mines va sorprendre els britànics, ja que la profunditat de l'aigua era de 600 peus (180 m), que havien pensat que era massa profunda per a les mines. El Neptune va colpejar quatre mines i es va enfonsar, el destructor HMS Kandahar va colpejar una mina i va ser enfonsat l'endemà. Els creuers Aurora i Penelope van resultar molt danyats però van poder tornar a Malta. Uns 830 mariners aliats, molts d'ells neozelandesos de Neptune, van perdre la vida en el desastre. La força d'atac de Malta, que havia estat una amenaça tan activa per a l'enviament de l'Eix a Líbia durant la major part de 1941, es va veure molt reduïda en la seva eficàcia i més tard es va veure forçada a retirar-se a Gibraltar.

### Atac a Alexandria
Mentre tornava a Alexandria juntament amb la força de Vian, el destructor HMS Jervis va informar d'un atac de càrregues de profunditat aparentment reeixit a un submarí no identificat. L'únic submarí de l'Eix davant d'Alexandria era el Sciré italià, que transportava un grup de sis comandos homes granota italians, inclòs Luigi Durand De La Penne, equipats amb torpedes tripulats. Poc després que les forces de Vian arribessin a Alexandria, la nit del 18 de desembre, els italians van penetrar al port i van atacar la flota. El Jervis va resultar danyat, un gran vaixell cisterna noruec es va inhabilitar i els cuirassats HMS Valiant i Queen Elizabeth van quedar molt danyats. Aquest va ser un canvi estratègic de fortuna contra els aliats els efectes dels quals es van sentir a la Mediterrània durant diversos mesos.

## Resultats
Ambdues parts van assolir els seus objectius estratègics; els britànics van aconseguir subministraments a Malta i l'Eix va fer arribar els seus vaixells a Trípoli i Bengasi, tot i que Bengasi va caure en mans del Vuitè Exèrcit cinc dies després, el 24 de desembre.

## Orde de batalla
Forces presents el 17 de desembre de 1941

### Itàlia
Almirall Angelo Iachino (al Littorio)
- Força de cobertura propera – Vicealmirall Raffaele de Courten (al Duca d'Aosta):
  - Un cuirassat: Duilio ;
  - Tres  creuers lleugers (7a Divisione Incrociatori):  Emanuele Filiberto Duca d'Aosta,  Muzio Attendolo,  Raimondo Montecuccoli;
  - Tres destructors: Ascari,  Aviere i  Camicia Nera
- Força de cobertura distant – Vicealmirall Angelo Parona (al Gorizia):
  - Tres cuirassats:  Andrea Doria,  Giulio Cesare i  Littorio
  - Dos creuers pesats: Gorizia i Trento
  - Deu destructors: Vincenzo Gioberti, Alfredo Oriani (9a Squadriglia Cacciatorpediniere);

Maestrale (10a Squadriglia Cacciatorpediniere);
Carabiniere, Corazziere (12a Squadriglia Cacciatorpediniere);
Alpino, Bersagliere, Fuciliere, Granatiere (13a Squadriglia Cacciatorpediniere);
 Antoniotto Usodimare (16a Squadriglia Cacciatorpediniere).
- Escorta propera:
  - Sis destructors: Saetta (7a Squadriglia Cacciatorpediniere);

 Antonio da Noli,  Ugolino Vivaldi (14a Squadriglia Cacciatorpediniere);
Lanzerotto Malocello,  Nicolò Zeno (15a Squadriglia Cacciatorpediniere);
 Emanuele Pessagno (16a Squadriglia Cacciatorpediniere);
- Un torpediner: Pegaso
- Comboi M42
  - Tres motores: Monginevro, Napoli, Vettor Pisani;
  - Un carguer: Ankara (alemany).

### Aliats
- Escorta del Convoi – Rear-Admiral Philip Vian (al Naiad)
  - Tres creuers lleugers: HMS Naiad, Euryalus, Carlisle;
  - Vuit destructors : HMS Jervis, Kimberley, Kingston, Kipling (danyat), HMAS Nizm (danyat), HMS Havock, Hasty i Decoy (14th Destroyers Flotilla).
- Convoi
  - Un merchant ràpid: Breconshire
- Force K
  - Dos creuers lleugers: HMS Aurora, Penelope
  - Dos destructors HMS Lance, Lively
- Force B
  - Un creuer: HMS Neptune
  - Dos destructors: HMS Jaguar, Kandahar
- 4th Destructor Flotilla
  - Quatre destructors : HMS Sikh, Maori, Legion, HNLMS Isaac Sweers (4th Destoyer Flotilla).